# Millay
Millay ist eine französische Gemeinde mit 439 Einwohnern (Stand: 1. Januar 2022) im Département Nièvre in der Region Bourgogne-Franche-Comté. Sie gehört zum Arrondissement Château-Chinon (Ville) und zum Kanton Luzy. Die Einwohner werden Millayçois genannt.

## Geographie
Millay liegt etwa 58 Kilometer ostsüdöstlich von Nevers am Rande des Morvan. Umgeben wird Millay von den Nachbargemeinden Larochemillay im Norden, Poil im Nordosten, Saint-Didier-sur-Arroux im Osten, Luzy im Süden, Fléty im Südwesten, Avrée im Westen sowie Chiddes im Nordwesten.

## Bevölkerungsentwicklung
| Jahr                       | 1962 | 1968 | 1975 | 1982 | 1990 | 1999 | 2006 | 2011 | 2020 |
| -------------------------- | ---- | ---- | ---- | ---- | ---- | ---- | ---- | ---- | ---- |
| Einwohner                  | 838  | 776  | 674  | 627  | 557  | 490  | 454  | 448  | 440  |
| Quellen: Cassini und INSEE |      |      |      |      |      |      |      |      |      |

## Sehenswürdigkeiten
- Kirche Saint-Maurice aus dem 11./12. Jahrhundert

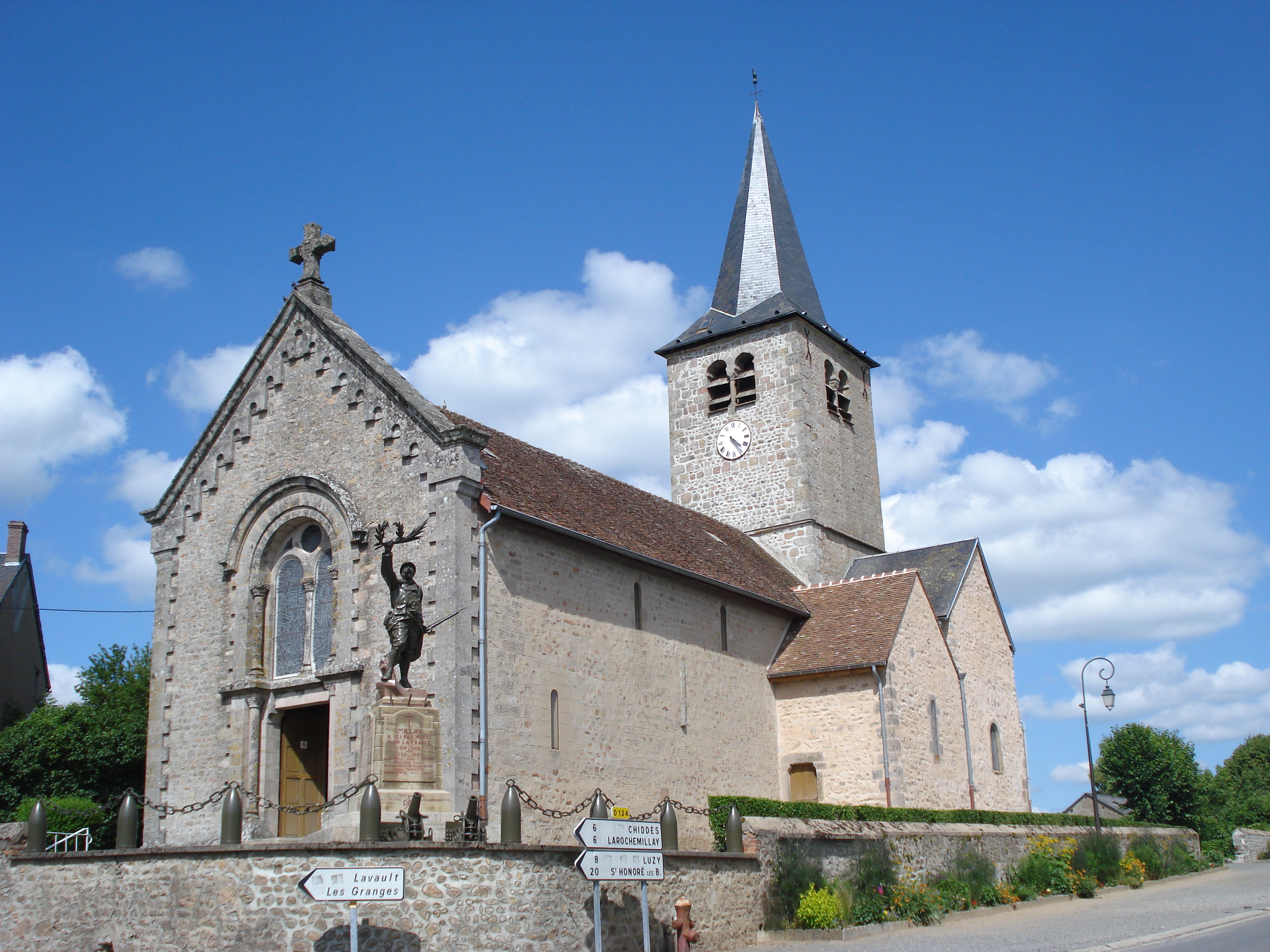
Kirche Saint-Maurice